# Persejärvi
Persejärvi är en sjö i Övertorneå kommun i Norrbotten och ingår i Torneälvens huvudavrinningsområde. Sjön har en area på 0,0243 kvadratkilometer och ligger 57 meter över havet.

## Delavrinningsområde
Persejärvi ingår i det delavrinningsområde (738668-184679) som SMHI kallar för Ovan VDRID = Tvärån i 738830-184894s vattendragsy*. Medelhöjden är 95 meter över havet och ytan är 23,54 kvadratkilometer. Det finns inga avrinningsområden uppströms utan avrinningsområdet är högsta punkten. Vattendraget som avvattnar avrinningsområdet har biflödesordning 3, vilket innebär att vattnet flödar genom totalt 3 vattendrag innan det når havet efter 83 kilometer. Avrinningsområdet består mestadels av skog (73 procent). Avrinningsområdet har 0,28 kvadratkilometer vattenytor vilket ger det en sjöprocent på 1,2 procent. Bebyggelsen i området täcker en yta av 0,95 kvadratkilometer eller 4 procent av avrinningsområdet.